# 増川洋一
増川 洋一（ますかわ よういち、1978年12月27日 - ）は、日本の男性声優である。神奈川県出身。

## 略歴
子供の頃の夢は洋食屋の料理人だった。
井上和彦の声優教室3期生。
2006年3月までは元氣プロジェクトに、2010年2月までは賢プロダクションに所属していた。2012年4月からプロダクション・エースに所属していたが2015年8月末をもって退所。同年9月よりフリーとなる。
かないみかのプロデュースのもとで、森訓久・梯篤司・宮下栄治・泰勇気・勝杏里と声優ユニット「Revolver」を結成している。
2014年から企画＆演出家＆脚本家としても精力的に活動開始。最近ではラジオドラマの演出や、声優・芸人・アイドルがコラボするリーディングライブ「UBUGOE」Vol1〜Vol10の演出も担当している。
2017年4月6日、4月7日公演のリーディングライブ「憑き人」の総合演出も担当。

## 人物
趣味・特技は料理、筋トレ。

## 出演
太字はメインキャラクター。

### テレビアニメ
1999年
- 仙界伝 封神演義（四不象）

2002年
- NARUTO -ナルト-（2002年 - 2007年、ロック・リー）

2003年
- 銀河鉄道物語（フランツ）
- 時空冒険記ゼントリックス（マンゴー）

2004年
- ごくせん（内山春彦）
- 砂ぼうず（川野溜彦）
- 妄想代理人

2005年
- あまえないでよっ!!（夢狩人）

2006年
- こてんこてんこ（美容師A）
- 獣王星（部下、白輪）
- シュガシュガルーン（篁）
- プリンセス・プリンセス（生徒）
- MÄR-メルヘヴン-（警備兵）

2007年
- 結界師（秋津秀）
- げんしけん2（コミフェスの男A）
- NARUTO -ナルト- 疾風伝（2007年 - 2017年、ロック・リー）

2009年
- クプ〜!!まめゴマ!（ヤン）

2010年
- 学校のコワイうわさ 新・花子さんがきた!!（花子さんのパパ）

2012年
- NARUTO -ナルト- SD ロック・リーの青春フルパワー忍伝（2012年 - 2013年、ロック・リー、中年リー）

2015年
- なんじくん（マカロニ）

2017年
- BORUTO-ボルト- NARUTO NEXT GENERATIONS（2017年 - 、ロック・リー）

### OVA
- CLUSTER EDGE Secret Episode（2006年、クラスター生徒）

### 劇場アニメ
- 劇場版 NARUTO -ナルト- 大興奮!みかづき島のアニマル騒動だってばよ（2006年、ロック・リー）
- 劇場版 NARUTO -ナルト- 疾風伝（2007年、ロック・リー）
- 劇場版 NARUTO -ナルト- 疾風伝 火の意志を継ぐ者（2009年、ロック・リー）
- 鬼神伝（2011年、武官）
- ROAD TO NINJA -NARUTO THE MOVIE-（2012年、ロック・リー）
- THE LAST -NARUTO THE MOVIE-（2014年、ロック・リー）
- BORUTO -NARUTO THE MOVIE-（2015年、ロック・リー）

### ゲーム
- NARUTO -ナルト- シリーズ（ロック・リー）
- ジャンプスーパースターズ（ロック・リー）
- バトルスタジアムD.O.N（ロック・リー）
- アーマード・コア4（レオハルト）
- XBOX ウォッチドックス
- PCゲーム『剣聖機アルファライド』（エリジス）

### 吹き替え

#### 洋画
- アメリカン・パイ in ハレンチ課外授業（ディクスター）
- ゴーイング・トゥ・マット（フライ）
- The O.C.
- シークレット・アイドル ハンナ・モンタナ
- シー・ノー・イーヴル
- ソード・オブ・レジェンド 古剣奇譚（ユエ・ウーイー〈ワン・リーホン〉）
- ディズニー・チャンネルゲームズ
- 罰ゲーム（若いスタンリー）
- 4400 未知からの生還者
- ブラザーズ&シスターズ
- プロムナイト（ロニー）
- ボディ・オブ・プルーフ 死体の証言
- ユーガットサーブド（マーティー）
- ラッキー・ガール
- ロールバウンス（ミクスト・マイク）

#### 海外ドラマ
- クリミナルマインド8（ジェームズ）
- 24 -TWENTY FOUR- シーズン6（ジョシュ）

#### 海外アニメ
- おじいさんと子猫の魔法の家（ダニエル）
- 時空冒険記ゼントリックス（マンゴー・ブレイド）
- ジミー・ニュートロン 僕は天才発明家!（ユーステス）
- ピカキラ（ドゥー）
- ピーターパンと魔法の本 (シナプス)

### ラジオ
- オー!NARUTOニッポン（文化放送・ラジオ大阪）
- NARUTO Radio 疾風迅雷（文化放送・ラジオ大阪）

### ラジオドラマ
- VOMIC ロック・リーの青春フルパワー忍伝（ロック・リー）

### Webラジオ
- アキバ鋼鉄製作所

### CD
- 仙界伝封神演義外伝 第弐章（四不象）
- 仙界伝封神演義 キャラクターイメージ集 〜封神計画「歌宴」（四不象）
- NARUTO -ナルト- ドラマCD シリーズ巻ノ弐 日々コレ精進だってばよ!（ロック・リー）
- ドラマCD「憑き人。」（狗神）

### 舞台
- よしもと幕張イオンモール劇場「幕張にこのメンバーが集まったんだから面白くない訳がないライブ」（2015年7月27日、ゲスト出演）